# Hello, I Love You
«Hello, I Love You» — песня группы The Doors из альбома 1968 года Waiting for the Sun. В качестве сингла эта песня достигла первого места в американском чарте Billboard Hot 100. Также она стала первым большим хитом группы в Великобритании, достигнув пятнадцатой позиции в чарте.

## История
«Hello, I Love You» была одной из шести песен, которые были записаны на первом демо группы для World Pacific Jazz Records в сентябре 1965 года. Впоследствии сами музыканты забыли о ней, и только благодаря наличию копий той демозаписи The Doors вспомнили о её существовании.
Песня адресована неизвестной девушке, которую Джим увидел, вероятно на пляже Венеции (район Лос-Анджелеса). По общему мнению, это одна из самых «попсовых» и бессодержательных песен группы, хотя она и стала большим хитом.
Часто отмечается сходство главного риффа с написанной Рэем Дэвисом песней «All Day and All of the Night», которая к 1968 году уже несколько лет входила в репертуар группы Kinks, однако Кригер и Денсмор заимствовали ритм финальной версии из «Sunshine of Your Love» группы Cream..
Кавер-версии песни записывали The Cure и Glee Cast, Бадди Рич, Eurythmics, Simple Minds, Anal Cunt, Antis, Нил Янг и Адам Ант.

## Музыканты
- Робби Кригер — гитара
- Джим Моррисон — вокал
- Рэй Манзарек — клавишные, бэк-вокал
- Джон Денсмор — ударные